# Tir als Jocs Olímpics d'estiu de 1912 - Tir al cérvol, tret simple per equips
La competició del tir al cérvol, tret simple per equips va ser una de les divuit proves de programa de Tir dels Jocs Olímpics d'Estocolm de 1912. Es disputà el 4 de juliol de 1912 i hi van prendre part 20 tiradors procedents de 5 nacions.
La competició es va disputar sobre una distància de 100 metres.

## Medallistes
| Or                                                                    | Plata                                                                             | Bronze                                                                |
| SuèciaPer-Olof Arvidsson · Åke Lundeberg · Alfred Swahn · Oscar Swahn | Estats UnitsWilliam Leushner · William Libbey · William McDonnell · Walter Winans | FinlàndiaAxel Londen Ernst Rosenqvist Nestori Toivonen Iivar Väänänen |

## Resultats
| Pos. | Nació                | Punt. Ind.   | Punt. Equip |
| ---- | -------------------- | ------------ | ----------- |
| 1    | Suècia               | Suècia       | 151         |
| 1    | Oscar Swahn          | 43           | 151         |
| 1    | Åke Lundeberg        | 39           | 151         |
| 1    | Alfred Swahn         | 37           | 151         |
| 1    | Per-Olof Arvidsson   | 32           | 151         |
| 2    | Estats Units         | Estats Units | 132         |
| 2    | Walter Winans        | 39           | 132         |
| 2    | William Leushner     | 38           | 132         |
| 2    | William Libbey       | 37           | 132         |
| 2    | William McDonnell    | 18           | 132         |
| 3    | Finlàndia            | Finlàndia    | 123         |
| 3    | Nestori Toivonen     | 38           | 123         |
| 3    | Iivar Väänänen       | 30           | 123         |
| 3    | Axel Londen          | 29           | 123         |
| 3    | Ernst Rosenqvist     | 26           | 123         |
| 4    | Àustria              | Àustria      | 115         |
| 4    | Peter Paternelli     | 34           | 115         |
| 4    | Adolf Michel         | 33           | 115         |
| 4    | Heinrich Elbogen     | 29           | 115         |
| 4    | Eberhard Steinböck   | 19           | 115         |
| 5    | Rússia               | Rússia       | 108         |
| 5    | Vasily Skrotsky      | 36           | 108         |
| 5    | Dmitri Barkov        | 26           | 108         |
| 5    | Harry Blau           | 23           | 108         |
| 5    | Aleksandr Dobryansky | 23           | 108         |